# Pseudogobiopsis festivus
Pseudogobiopsis festivus es una especie de peces de la familia de los Gobiidae en el orden de los Perciformes.

## Morfología
Los machos pueden llegar a alcanzar los 3,5 cm de longitud total.

## Hábitat
Es un pez de Agua dulce, de clima tropical y pelágico.

## Distribución geográfica
Se encuentra en Sarawak (Malasia ).

## Observaciones
Es inofensivo para los humanos.